# Kloster Monte Sión (Toledo)
Das Kloster Monte Sión (San Bernardo de Toledo) war eine im Jahr 1427 errichtete Zisterzienserabtei in der spanischen Region Kastilien-La Mancha. Es lag in der Stadt Toledo.

## Geschichte
Dem Kloster wurde nach seiner Gründung im Jahr 1495 das Kloster Bonaval als Priorat unterstellt. Es bestand bis zur Desamortisation in Spanien im Jahr 1835. In Monte Sión besteht nunmehr linksseitig des Tajo im Vorgründungsstadium ein Trappistenkloster in der Carretera de la Puebla de Montalbán im Westen der Stadt.

## Bauten und Anlage
Fotos zeigen eine ausgedehnte, dreigeschossige Anlage mit von zwei Löwen flankiertem Renaissance-Eingang, Gartenanlage und spitzbogig gewölbter Kirche.